# Colobomatus mylionus
Colobomatus mylionus is een eenoogkreeftjessoort uit de familie van de Philichthyidae. De wetenschappelijke naam van de soort is voor het eerst geldig gepubliceerd in 1965 door Fukui.